# Гайдаржі Валерій Захарійович
Валерій Захарійович Гайдаржі (нар. 17 грудня 1986, Арциз, Одеська область, УРСР) — український футболіст, півзахисник.

## Кар'єра гравця
Народився в Арцизі (Одеська область). Вихованець місцевої ДЮСШ (перший тренер — Дмитро Федорович Єскенжи), а потім — ДЮСШ № 11, де виступав під керівництвом Сергія Кучеренка. Перший професіональний контракт підписав у 2003 році з одеським «Чорноморцем-2». У 2004 році разом з Сергієм Кучеренком перейшов до ФК «Красиліва». У Красиліві також був селекціонером команди. Проте вже незабаром ФК «Красилів» об'єднався з «Поділлям» й красилівський клуб припинив існування, а Валерій став гравцем хмельницького колективу. Дебютував у футболці «Поділля» 31 липня 2004 року в програному (0:2) виїзному поєдинку 3-о туру Першої ліги проти сімферопольського «Динамо-ІгроСервіса». Гайдаржи вийшов на поле на 71-й хвилині, замінивши Антона Муховикова. Дебютним голом у професіональній кар'єрі відзначився 21 липня 2006 року на 90+4-й хвилині переможного (2:1) поєдинку 1-о туру першої ліги проти київського ЦСКА. Гайдаржи вийшов на поле на 55-й хвилині, замінивши Євгена Громова. З 2011 по 2013 роки захищав кольори «Бастіона» (Іллічівськ) та «Кристала» (Херсон). 2014 року підсилив аматорський колектив Спартак (Роздільна). У 2015 році виступав в аматорському чемпіонаті України в складі одеської «Жемчужини». У 2016 році перейшов до ФК «Бершадь». У 2017 році виїхав до Канади, де підписав контракт з місцевою «Воркутою» (Торонто), яка виступала в Канадській футбольній лізі. Своїми виступами допоміг команді в регулярній частині сезону.

## Стиль гри
Головний тренер красилівського «Поділля» Зігмунд Висоцький охарактеризував Валерія наступними словами:
|  | ...«трудяга». На тренуваннях він (Валерій Гайдаржі) викладається на всі 100%, дисципліна на вищому рівні, майстер шкіряного м’яча. Його небезпечні проходи по флангу не один раз заганяли у глухий кут оборону суперника, а після вивірених передач на своїх партнерів багатьом голкіперам доводилось виймати із сітки воріт «смугастого» та й сам гравець не цурається засмучувати воротарів. |

## Особисте життя
Віддає перевагу спортивному одягу. Носить джинси, кросівки, штани.
Футбольні кумири — Роналдо, Зінедін Зідан, Тьєрі Анрі.
У вільний час — переглядає футбольні матчі, разом з друзями їх аналізує. Переглядає також баскетбольні, волейбольні та гандбольні матчі. Іноді сам грає в баскетбол, на позиції розігруючого.    